# قانون حقوق الإنسان لعام 1998
قانون حقوق الإنسان لعام 1998 سي 42 هو قانون البرلمان للمملكة المتحدة، فقد حصل على الموافقة الملكية في 9 نوفمبر 1998، ونُفذ في 2 أكتوبر 2000.  هدِف إلى دمج الحقوق الواردة في الاتفاقية الأوروبية لحقوق الإنسان في قانون المملكة المتحدة. وضع هذا القانون حلًا للخرق في حقوق المعاهدة، وأتيح في محاكم المملكة المتحدة دون الحاجة للرجوع إلى المحاكم الأوربية لحقوق الإنسان في ستراسبورغ.
يجعل القانون تصرف أي هيئة عامة بطريقة تتعارض مع الاتفاقية أمراً غير قانوني على وجه الخصوص ما لم تنص صياغة أي تشريع أولي آخر على خيار آخر. يتطلب من القضاء -بما في ذلك المحاكم- مراعاة أي قرارات أو أحكام أو آراء من المحكمة الأوروبية لحقوق الإنسان، وتفسير التشريعات قدر الإمكان بطريقة تتوافق مع حقوق الاتفاقية. رغم ذلك لايجوز للقضاة تجاوزه إذا لم يكن من الممكن تفسير قانون البرلمان لجعله متوافقًا مع الاتفاقية، إذ إن كل ما يمكنهم فعله هو إصدار إعلان بعدم التوافق، فلا يؤثر هذا الإعلان على صلاحية قانون البرلمان، وبهذه الطريقة يسعى قانون حقوق الإنسان إلى الحفاظ على مبدأ السيادة البرلمانية، ومع ذلك يجوز للقضاة إسقاط التشريعات الثانوية بموجب القانون، إذ يحتفظ الأفراد بالحق في رفع دعوى في محكمة ستراسبورج.

## المحتوى التاريخي
صاغ مجلس أوروبا بعد الحرب العالمية الثانية الاتفاقية، فكان السيد ديفيد ماكسويل رئيس لجنة المسائل القانونية والإدارية للجمعية الاستشارية للمجلس من عام 1949 إلى 1952، وأشرف على صياغة الاتفاقية الأوروبية لحقوق الإنسان. هدِفت الاتفاقية لدمج حريات مدنية تقليدية تقترب من تأمين ديمقراطية سياسية فعالة من التقاليد القوية للحرية والحرية في المملكة المتحدة بصفتها عضوًا مؤسسًا في مجلس أوروبا؛ إذ انضمت المملكة المتحدة إلى الاتفاقية الأوروبية لحقوق الإنسان في مارس 1951، ومع ذلك لم يكن بإمكان المواطنين البريطانيين رفع دعاوى أمام المحكمة الأوروبية لحقوق الإنسان حتى الستينيات، فقد اتهمت مجموعات -مثل الميثاق 88 الذي استحضر الذكرى 300 للثورة المجيدة في 1688 ووثيقة الحقوق 1689- السلطة التنفيذية بإساءة استخدام سلطتها، وقالت إن هناك حاجة إلى شرعة حقوق بريطانية جديدة لتأمين حقوق الإنسان في المملكة المتحدة.
تعهد حزب العمال البريطاني في تصريحه الخاص بالانتخابات العامة لعام 1997 بإدراج الاتفاقية الأوروبية في القانون المحلي، حينها كانت نتيجة الانتخابات فوزًا ساحقًا لحزب العمال، فحقق الحزب بقيادة توني بلير هذا التعهد من خلال إقرار قانون حقوق الإنسان في البرلمان في العام التالي.
جاء في الكتاب الأبيض الصادر عام 1997 (عودة الحقوق للوطن): يستغرق الأمر خمس سنوات في المتوسط لإقامة دعوى في المحكمة الأوروبية لحقوق الإنسان بمجرد استهلاك جميع سبل الانتصاف المحلية، ويكلف في المتوسط 30000. ستعني إعادة هذه الحقوق إلى الوطن أن الشعب البريطاني سيكون قادرًا على الدفاع عن حقوقه في المحاكم البريطانية دون تأخير وتكلفة مرتفعة.

## هيكل العمل
يفرض قانون حقوق الإنسان على جميع المحاكم والهيئات القضائية في المملكة المتحدة تفسير التشريعات بقدر الإمكان بطريقة تتفق مع الحقوق المنصوص عليها في الاتفاقية الأوروبية لحقوق الإنسان (المادة الثالثة في الجزء الأول): يجوز للمحكمة إصدار «إعلان بعدم التوافق» إذا لم يكن ممكناً. لا يبطل إعلان التشريع لكنه يسمح بتعديل التشريع عن طريق إجراء خاص سريع المسار بموجب المادة 10 من القانون، واعتبارًا من أغسطس 2006 أُصدر 20 إعلانًا، فسقط ستة منها عند الاستئناف.
ينطبق قانون حقوق الإنسان على جميع الهيئات العامة داخل المملكة المتحدة بما في ذلك الحكومة المركزية والسلطات المحلية والهيئات التي تمارس الوظائف العامة. ومع ذلك فإنه لا يشمل البرلمان حين يتصرف بالصفة التشريعية الخاصة به.

### القسم الثالث
القسم الثالث: حكم واسع مخصص يطلب من المحاكم تفسير كل من التشريعات الأولية والتشريعية، فتكون أحكامها متوافقة مع مواد الاتفاقية الأوروبية لحقوق الإنسان التي تُعد جزءًا من قانون حقوق الإنسان، ويتجاوز هذا الشرح التفسير القانوني العادي، ويضم التشريعات السابقة والمستقبلية، ويمنع إلغاء قانون حقوق الإنسان ضمنيًا. طبقت المحاكم هذا من خلال ثلاثة أشكال من التفسير، (القراءة في) وهي إدراج الكلمات حيث لا يوجد شيء في النظام الأساسي، (القراءة للخارج) حيث تُحذف الكلمات من النظام الأساسي، و(القراءة للأسفل) حيث يُختار معنًى محدد ليكون في الامتثال. لا يفسر النظام الأساسي لمنحه معنى يتعارض مع القصد التشريعي، وكانت المحاكم مترددة على وجه الخصوص في (قراءة) الأحكام لهذا السبب بالخصوص، فإذا لم يكن تفسير ذلك ممكنًا، يجوز لهم إصدار إعلان بعدم التوافق بموجب القسم الرابع.

### القسمان الرابع والعاشر
يسمح القسمان الرابع والعاشر  للمحاكم بإصدار إعلان بعدم التوافق عندما يكون من المستحيل استخدام المادة الثالثة لتفسير التشريعات الأولية أو الفرعية؛ لتتوافق مع مواد الاتفاقية الأوروبية لحقوق الإنسان التي تُعد أيضًا جزءًا من قانون حقوق الإنسان. ففي هذه الحالات قد يتعارض تفسير الامتثال مع القصد التشريعي، إذ يُعتبر مقياس الملاذ الأخير، ويمكن لمجموعة من المحاكم العليا إصدار إعلان بعدم التوافق.
لا يُعد إعلان عدم التوافق ملزمًا لأطراف الإجراءات التي تم فيها، ولا يمكن للإعلان أن يبطل التشريعات. يحقق القسم الرابع هدفه من خلال الوسائل السياسية لا القانونية.
يمنح القسم العاشر الوزير الحكومي سلطة لإصدار أمر تصحيحي استجابةً لأي منهما (إعلان عدم التوافق الذي لا يمكن استئنافه، أو حكم المحكمة الأوروبية لحقوق الإنسان).
يجوز لأمر تصحيحي إجراء تعديلات على التشريع حين يرى الوزير ضرورة لإزالة التعارض، فلا تتطلب الأوامر العلاجية موافقة تشريعية كاملة، ولكن تجب الموافقة عليها بقرارات كل مجلس برلماني في الحالات العاجلة، وبشكل خاص قد تكون موافقة البرلمان بأثر رجعي.
قد يكون للأوامر العلاجية أثر رجعي، لكن لا يجوز لأحد أن يكون مذنباً بارتكاب جريمة جنائية فقط نتيجة للأثر الرجعي لأمر علاجي.
استخدمت المادة العاشرة لإجراء تعديلات صغيرة لجعل التشريعات متوافقة مع حقوق الاتفاقية رغم أن التشريعات الجديدة بالكامل ضرورية في بعض الأحيان.
أُصدر في 29 إعلان بعدم التوافق ابتداءً من ديسمبر 2014، في حالات:
- تعرض 8 للضرب عند الاستئناف.
- حالة واحدة قيد الاستئناف اعتبارًا من ديسمبر 2014.
- عولجت 16 قضية من خلال العملية التشريعية العادية، بما في ذلك تعديل أو إلغاء التشريعات المخالفة
- عولجت 3 من خلال أوامر علاجية.
- لم تعالَج قضية واحدة.

القضية الوحيدة التي لم تعالَج اعتبارًا من ديسمبر 2014، هي قضية سميث ضد سكوت المتعلقة بحق خدمة السجناء في التصويت في المملكة المتحدة.

### الأقسام السادس والتاسع
على الرغم من أن القانون وفقًا لشروطه الخاصة لا ينطبق إلا على الهيئات العامة، فقد كان له تأثير متزايد على التقاضي في القانون الخاص بين الأفراد المواطنين الذين يقودون بعض الأكاديميين إلى القول بوجود تأثير أفقي له كما هو الحال في النزاعات بين المواطنين، وتأثير عمودي كما هو الحال في النزاعات بين الدولة والمواطنين؛ وذلك لأن المادة السادسة في الجزء الثاني من قانون حقوق الإنسان تعرّف المحاكم بأنها هيئات عامة، ما يعني أن أحكامهم يجب أن تمتثل لالتزامات الدولة في مجال حقوق الإنسان سواء كان النزاع بين الدولة والمواطنين أو بين المواطنين (إلا في حالات عدم التوافق)؛ لذلك يقع على عاتق القضاة واجب التصرف وفقًا للاتفاقية حتى عندما يكون الإجراء خاصًا بين اثنين مواطنين.
كانت الطريقة التي مورِس الواجب العام بها في القانون الخاص في قرار صدر في يونيو 2016، وكان ماكدونالد ضد ماكدونالد أورس في 15 يونيو 2016، حين نظرت المحكمة العليا في المملكة المتحدة أولاً في مسألة ما إذا كانت المحكمة (عند النظر في المطالبة بحيازة مالك القطاع الخاص ضد الساكن) أن يُطلب منه النظر في تناسبية إخلاء الساكن على ضوء المادة السادسة من قانون حقوق الإنسان لعام 1998 والمادة الثامنة من الاتفاقية الأوروبية لحقوق الإنسان.
قررت المحكمة العليا (الفقرة 46) أن: «هناك العديد من الحالات التي يمكن فيها مطالبة المحكمة بالتوازن بين حقوق الاتفاقية المتضاربة لطرفين، فعلى سبيل المثال: عندما يسعى شخص ما إلى الاعتماد على حقوقها المنصوص عليها في المادة الثامنة لمنع صحيفة من نشر مقال ينتهك خصوصيتها، في حين تعتمد الصحيفة على المادة العاشرة، لكن هذه النزاعات لا تنشأ عن الترتيبات التعاقدية التي وصِل إليها بين طرفين خاصين، ولكن تركت الهيئة التشريعية العلاقات التعسفية أو شبه المؤذية -بصراحة أو بشكل ضمني أو من خلال إهمالها- للمحاكم لتنفيذ ممارسة التوازن».
في الحالات التي يكون فيها الطرفان في علاقة تعاقدية فيما يتعلق بها، يحدد المشرع كيفية احترام حقوق الاتفاقية الخاصة بكل منهما، فقررت المحكمة على النحو المنصوص عليه في الفقرة 59: «في هذه الظروف بينما نقبل أن اجتهاد محكمة ستراسبورج الذي يعتمد عليه المستأنف يقدم بعض الدعم لفكرة أن المادة الثامنة قد أُشركت عندما طُلب من القاضي كوري إصدار أمر بحيازتها، ولا يوجد أي دعم للاقتراح القائل إن القاضي قد يُطلب منه  النظر في تناسب الترتيب الذي كان سيصدره بموجب أحكام قانون 1980 و1988، وبناءً على ذلك وللأسباب المبينة في الفقرات 40-46 أعلاه سنرفض هذا الطعن في القضية الأولى».
تفترض الفقرة 40 أنه: «لا يُسمح للمستأجر أن يزعم أن المادة الثامنة يمكن أن تبرر ترتيباً مختلفًا عن ذلك الذي تقضي به العلاقة التعاقدية بين الطرفين، على الأقل حيثما توجد أحكام تشريعية. قررت الهيئة التشريعية المنتخبة ديمقراطياً تحقيق التوازن السليم بين المصالح المتنافسة لأصحاب العقارات والمستأجرين في القطاع الخاص».
بناءً على ذلك، يجب على قضاة الولايات -في تطبيق حقوق الاتفاقية على النزاعات بين المواطنين- تحديد علاقات أطراف النزاع وتطبيق التشريعات المحلية وفقًا لذلك. إذا نُفذ الواجب، يُحتمل وجود امتثال للمادة السادسة.
يقتصر القسم السابع في الحق برفع الدعاوى بموجب المادة السادسة فقط على الضحايا أو الضحايا المحتملين بموجب الفعل غير القانوني للسلطة العامة.
يوفر القسم الثامن على المحكمة في تقديم أي تعويض تعتبره عادلاً ومناسبًا، لذا لا يقتصر الانتصاف بموجب القانون على إعلان عدم التوافق الذي ربما يأخذ في الحسبان مساوئ المساواة القصوى المساوية لتحقيق العدالة وليس بالنصف.
يوفر القسم التاسع الحق في الطعن في امتثال الأفعال القضائية التي اتخذتها المملكة المتحدة، لكن فقط من خلال ممارسة حق الاستئناف على النحو المنصوص عليه في قانون الوصول إلى العدالة لعام 1999 (على الرغم من عدم استبعاد الحق في المراجعة القضائية)، فمثلا: ما إذا كان العمل القضائي يطبق التشريعات بشكل صحيح أم لا.